# Macropunctum rebugense
Macropunctum rebugense là một loài bọ cánh cứng trong họ Elateridae. Loài này được Troster miêu tả khoa học năm 1994.